# RTP Açores
RTP Açores est une chaîne de télévision portugaise régionale diffusée dans les Açores.

## Histoire
En septembre 2015, RTP Açores devient nationale avec une diffusion via quatre opérateurs du cable.
En février 2020, la chaîne commence à diffuser des contenus à caractère éducatif dans le but de compléter les cours à domicile à la suite de la fermeture des écoles provoquée par la pandémie de Covid-19 au Portugal.

## Programmes
La grille de RTP Açores reprend les programmes de las principales chaînes de télévision publique portugaise (RTP 1 et RTP2) auxquels s'ajoutent des productions régionales:
- Jornal da Tarde Açores
- Telejornal Açores
- Informação Açores
- Açores Hoje
- Açores 24
- Teledesporto
- Troféu
- Consulta Externa
- Causa Pública
- Conversas Açorianas
- Parlamento (Açores)
- acores.rtp.pt
- Conselho de Redação
- Atlântida Açores